# VRVis
Das VRVis (Vienna Research for Visual Computing) ist das größte unabhängige Forschungszentrum im Bereich Visual Computing in Österreich mit Sitz in Wien und Graz. Das VRVis ist eines der COMET-Kompetenzzentren der Stufe K1 und gehört damit zusammen mit den COMET-Kompetenzzentren der Spitzenstufe K2 zu den vom Bund geförderten Zentren der österreichischen Technologiepolitik. Das VRVis ist im Ares Tower in Wien angesiedelt.

## Geschichte
Das VRVis wurde im Januar 2000 im Rahmen des Kplus Kompetenzzentren-Programms, dem österreichischen Regierungsprogramm für Kooperation zwischen Industrie und Wissenschaft, von der Technischen Universität Wien gemeinsam mit zwei Instituten der Technischen Universität Graz, dem Österreichischen Forschungsinstitut für Artificial Intelligence (ÖFAI) und dem Center for Usability Research and Engineering (CURE) gegründet.
Gründungsinstitute:
- Institut für Computergraphik und Algorithmen der TU Wien (Werner Purgathofer, Michael Gervautz, Eduard Gröller)[3]
- Institut für Maschinelles Sehen und Darstellen der TU Graz (Franz Leberl)[4]
- Institut für Elektrische Messtechnik und Messsignalverarbeitung der TU Graz (Axel Pinz)[5]
- Österreichisches Forschungsinstitut für Artificial Intelligence (Robert Trappl)[6]
- Center for Usability Research and Engineering (Manfred Tscheligi)[7]

Nach der Kplus-Förderung von 2000 bis 2007 wurde das VRVis in den Jahren 2008 und 2009 vom Wiener Programm „Vienna Spots of Excellence“ gefördert.

### Ab 2010: VRVis als COMET-Kompetenzzentrum
Seit dem 1. Jänner 2010 wird das VRVis im Rahmen des COMET-Programms der Österreichischen Forschungsförderungsgesellschaft (FFG) als COMET K1-Zentrum gefördert. Im Jahr 2016 wurde eine weitere COMET-K1-Förderung für die Periode 2017 bis 2024 genehmigt.
Das VRVis ist damit eines von derzeit 25 COMET-Kompetenzzentren in Österreich, deren Kernaufgabe es ist, anwendungsorientierte Spitzenforschung auf höchstem Niveau zu betreiben. Die Kompetenzzentren forschen themenspezifisch – das VRVis beispielsweise im Bereich der Querschnittstechnologie Visual Computing – in jenen Bereichen, die für die österreichische Wirtschaft strategisch wichtig sind, und erarbeiten Lösungen für die Schlüsselthemen der Zukunft, wie Klimaschutz, Digitalisierung, Mobilität und Gesundheit.

## Organisation
Das VRVis ist ein Zusammenschluss von Partnern aus Wissenschaft und Wirtschaft im Bereich Visual Computing, unterstützt durch Fördermittel des Bundes und des Landes Wien. Die nicht auf Gewinn ausgerichtete GmbH ist zu 100 % im Besitz des ebenfalls nicht auf Gewinn ausgerichteten Vereines „Verein des Kompetenzzentrums VRVis“, dessen einzige Aufgabe die Verwaltung der VRVis GmbH ist. Die Mitglieder des Vereines sind derzeit (2020):
- Technische Universität Wien
- Technische Universität Graz
- Universität Wien
- Austrian Institute of Technology
- Joanneum Research
- Medizinische Universität Wien
- Otto-von-Guericke-Universität Magdeburg
- Universität Stuttgart
- University of Utah
- ca. 30 Partnerfirmen

Das VRVis wird durch einen Wissenschaftlichen Beirat sowie einen fakultativen Aufsichtsrat begleitet.
Die VRVis GmbH wird im Rahmen von COMET – Competence Centers for Excellent Technologies (879730) durch BMK, BMDW, Land Steiermark, Steirische Wirtschaftsförderung – SFG, Land Tirol und Wirtschaftsagentur Wien – Ein Fonds der Stadt Wien gefördert. Das Programm COMET wird durch die FFG abgewickelt.
Weitere Forschungsprojekte werden durch den FWF Wissenschaftsfonds, die Wiener Wissenschafts-, Forschungs- und Technologiefonds sowie die Europäische Union gefördert.
Das VRVis hat Forschungseinrichtungen in Wien und Graz. Der Hauptsitz des VRVis befand sich von 2001 von 2017 im Tech Gate Vienna. Seit dem 1. Juni 2017 ist das VRVis im Ares Tower in Wien ansässig.

### Organisationsstruktur
Das VRVis wird von Geschäftsführer Gerd Hesina und Scientific Director Katja Bühler geleitet. Eine Reihe an externen Key Researchern unterstützen das Forschungsunternehmen mit ihren einschlägigen Fachexpertisen.
Das Team der rund 70 Forscherinnen und Forscher des VRVis ist in sieben Forschungsgruppen organisiert, die wiederum vier Forschungs-Areas zugeordnet sind.
Liste der Forschungs-Areas und Forschungsgruppen:
- Area: Visual Analytics
  - Forschungsgruppe: Visual Analytics
- Area: Complex Systems
  - Forschungsgruppe: Biomedical Image Informatics
  - Forschungsgruppe: Interactive Visualization
- Area: Smart Worlds
  - Forschungsgruppe: Geospatial Visualization, Semantic Modelling and Acquisition
  - Forschungsgruppe: Integrated Simulations
- Area: Immersive Analytics
  - Forschungsgruppe: Mobile Augmented Reality
  - Forschungsgruppe: Multiple Senses

### Netzwerk und wissenschaftliche Vernetzung
VRVis, TU Wien, TU Graz und Universität Wien bilden im Verbund eines der größten Forschungscluster in Europa auf dem Gebiet der Computergrafik und des Visual Computing.
Die wissenschaftliche Vernetzung ist sehr umfangreich und inkludiert ETH Zürich (CH), Universität Bergen (N), Universität Rostock (D), KAUST (Saudi-Arabien), Universitätsklinikum Freiburg (D), Technische Universiteit Delft (NL), St. Thomas’ Hospital (UK), Virginia Tech Institute (USA), Arizona State University (USA), City University London (UK), Europäische Weltraumorganisation ESA, Fraunhofer IGD (D), Stanford University (USA), Universität Konstanz (D), Harvard University (USA), Imperial College London (UK), University of North Carolina at Chapel Hill (USA), Deutsches Forschungszentrum für Künstliche Intelligenz DFKI (D), Institute of Science and Technology – Austria IST-A (A), The Open University (UK), TU Eindhoven (NL) und viele weitere.
Unternehmenspartner sind etwa Agfa Healthcare (B/A), AVL List, ESA, NASA, Geodata, ÖBB Infrastruktur AG,
IMP – Research Institut of Molecular Pathology, Zumtobel Lighting, Austrian Power Grid, HILTI, Stadtentwässerungsbetriebe Köln, RHI Magnesita, GE Healthcare, Wiener Linien und viele weitere.
Das VRVis ist Mitglied von DIO Data Intelligence Offensive, Austrian BioImaging, Plattform Industrie 4.0 Österreich, GSV – Die Plattform für Mobilität, Additive Manufacturing Austria, Photonics Austria und Ecsel Austria.

### Symposium Visual Computing Trends
Zur Vernetzung der Visual-Computing-Forschungscommunity veranstaltet das VRVis im Zwei-Jahres-Rhythmus das eintägige Symposium „Visual Computing Trends“. Nach fünf biennalen Ausgaben musste das Symposium aufgrund der COVID-19-Pandemie zwischen 2020 und 2023 pausieren. Die nächste Ausgabe findet im Januar 2025 statt.

### Ausgründungen
Aus der langjährigen Erforschung von interaktiven Visual-Analytics-Werkzeugen im Industriebereich ist die Daten-Analysesoftware Visplore hervorgegangen. Die Ausgründung der interaktiven Software-Tools in Form des Start-ups Visplore GmbH erfolgte im Juni 2020 durch die ehemaligen VRVis-Forscher Harald Piringer und Thomas Mühlbacher.
Ein weiteres Spin-off ist Aardworx, das High-Performance-Visual-Computing-Lösungen und Cloud-Lösungen für die Visualisierung, kollaborative Bearbeitung und Analyse extrem großer Datenmengen bietet – um beispielsweise Werkstoffe in 3D und Virtual Reality untersuchen zu können. Aardworx wurde 2019 mit dem ACR Start-up Preis ausgezeichnet.

## Forschungsthemen und Aufgabenfelder
Die Tätigkeit des VRVis umfasst die Durchführung von grundlagenorientierten und anwendungsorientierten Forschungsprojekten im Bereich Visual Computing. Rund 70 Forscherinnen und Forscher aus unterschiedlichen Fachgebieten erarbeiten in Zusammenarbeit mit wissenschaftlichen und Industriepartnern Software- und Systemlösungen und betreiben Grundlagenforschung in Visual-Computing-Bereichen, u. a. in den Forschungsfeldern Visual Data Analytics, Künstliche Intelligenz, Extended Reality, Bildverarbeitung, Rendering, Simulation und digitale Zwillinge.
Seit der Gründung im Jahr 2000 wurden etwa 800 wissenschaftliche Arbeiten publiziert sowie 68 „Best Paper“- und andere Awards gewonnen.

### Kompetenzbereiche
Als Querschnittstechnologie ist Visual Computing eine Schlüsseltechnologie für die Entwicklung von menschzentrierten Anwendungen für datengetriebene Technologien und Entscheidungsfindung. Das VRVis siedelt sich mit seiner Forschung als COMET-Kompetenzzentrum dabei an der Schnittstelle zwischen Wissenschaft und Industrie an und betreibt Forschung mit sowie Technologietransfer für Partner-Unternehmen in den folgenden sieben Schwerpunktthemen:

#### Visualisierung
Erzeugung digitaler Bilder, Grafiken und Virtual Reality-/Augmented Reality-Umgebungen aus allen Arten von Daten, mit einem speziellen Fokus auf interaktive Visualisierung.
Forschungsschwerpunkte: Quantitative visuelle Visualisierung, Visualisierung heterogener Daten, Großflächige 3D-Visualisierung

#### Visual Analytics
Interdisziplinärer Ansatz zur Aufbereitung unterschiedlichster Daten in datengetriebenen Feldern wie Industrie, Wissenschaft, Medizin oder den Neurowissenschaften, mit dem Ziel, das menschliche Verständnis für komplexe Dateninhalte durch computergestützte visuelle Darstellungen zu verbessern sowie Gesetzmäßigkeiten herauszuarbeiten. Ein besonderer Fokus liegt hier auch auf dem Thema Data Literacy und der weiteren Erforschung von menschlicher Wahrnehmung für die Entwicklung geeigneter Visualisierungswerkzeuge.
Forschungsschwerpunkte: Hochdimensionale zeitbasierte Daten, Immersive Analytics, web- und cloudbasierte Lösungen, vertrauenswürdige Visualisierung, Simulationsvisualisierung, visuell-analytische Methoden durch Erforschung großer Datenmengen

#### Bildverarbeitung/Computer Vision
(Weiter-)Entwicklung von Bildverarbeitungstechnologien unter Einbeziehung von Künstlicher Intelligenz-Forschung, vor allem für die Anwendungsgebiete digitale Radiologie, Medizin, Advanced Microscopy, Neurowissenschaften sowie für die Qualitätssicherung in der industriellen Fertigung.
Forschungsschwerpunkte: Machine Learning/Deep Learning, bildbasierte Entscheidungsfindung (Implementierung von menschenzentrierten Künstliche Intelligenz-Ansätzen in spezifischen Anwendungsgebieten, z. B. in der Medizin), High-End Correlative Imaging-Technologie

#### Künstliche Intelligenz
Die Erforschung und Anwendung von Künstlicher Intelligenz im Kontext von Visual Computing und Datenanalyse ist eines der zentralsten Forschungsthemen des VRVis. In diesem Bereich geschieht einerseits Grundlagenforschung als auch Entwicklung und Implementierung von KI-basierten Lösungen und Analysemethoden für Forschungspartner.
Forschungsschwerpunkte: Datenvorbereitung, Erzeugung von KI-Trainingsdaten, Explainable Artificial Intelligence (XAI)

#### Rekonstruktion
Entwicklung von interaktiven und vielseitig einsetzbaren 3D-Rekonstruktion von realen Objekten – auch digitale Zwillinge genannt – für die Visualisierung von Hochwasser-Simulationen oder großen Infrastrukturprojekten, für die geologische Weltraumforschung, im Baugewerbe und vieles mehr.
Forschungsschwerpunkte: Fernerkundung, semantische Rekonstruktion (z. B. aus Punktwolken), inklusive Digitalisierung für Kunst und Kulturerbe, Machine Learning-basierte Segmentierung in der Medizin

#### Simulation
Entwicklung von Softwarelösungen für Simulationen in etlichen Bereichen, etwa für Predictive Maintenance in der Industrie 4.0 oder für Trainingsdaten in der Weltraumforschung, mit einem besonderen Fokus im Bereich hydrodynamischer Modellierung für die Bereiche Hochwasserschutz und Klimawandelanpassung. Mit der in diesem Anwendungsbereich entwickelte Simulationssoftwarelösung Visdom wurde u. a. unter dem Projektnamen HORA im Auftrag des Bundesministeriums für Landwirtschaft, Regionen und Tourismus die Hochwasserrisikozonierung von ganz Österreich durchgeführt.
Forschungsschwerpunkte: Hydrodynamische Simulation, agentenbasierte Simulation, Modellierung von Umweltprozessen, Integration von Simulation und Visualisierung, High-Performance Computing

#### Extended Reality
Erforschung von immersiven und interaktiven Visualisierungsmethoden in Virtual Reality und Augmented Reality für Anwendungsfelder wie Kunst und Kultur, Medizin und Pharmaindustrie, Automobilindustrie, militärische Strategieplanung und in Trainingssettings.
Forschungsschwerpunkte: Immersive Analytics, Augmented Reality zur Optimierung von Workflows, kognitive Augmented Reality-Forschung, VR-Training

#### Data Science
Erforschung neuartiger Methoden und Visualisierungswerkzeuge für den zielgerichteten Umgang mit Daten jeder Größe und jeden Ursprungs.
Forschungsschwerpunkte: Visual Data Analytics, Advanced Analytics & Predictive Modelling, Künstliche Intelligenz

## Patente und Softwarelösungen
Als anwendungsorientiertes Forschungszentrum gehen sowohl aus der Grundlagenforschung als auch der angewandten Forschung immer wieder Patente hervor. Vor allem im Bereich der KI-gestützten digitalen Radiologie wurden über 20 Lösungen des VRVis zum Patent angemeldet.
Softwarelösungen des VRVis, die über die Grenzen von Österreich etwas größere Bekanntheit erreicht haben, sind zum einen die Hochwassersimulationssoftware Visdom sowie das Open Source 3D-Visualisierungswerkzeug PRo3D, mit dem in Zusammenarbeit mit Joanneum Research die erste 3D-Rekonstruktion der Marsoberfläche im Rahmen des NASA-Mars Rover-Projekts Perseverance erstellt wurde. Aardvark, eine Plattform für Smart Modelling, fotogrammetrische Rekonstruktion, Echtzeit-Grafik und interaktive Darstellung, erlangt in der internationalen F#-Community Bekanntheit und wurde offiziell in das F#-Ökosystem aufgenommen. Die E-Science-Plattform Brain* (gesprochen: Brain Star) wurde gemeinsam mit mehreren Forschungseinrichtungen in Europa und den USA sowie der pharmazeutischen Industrie entwickelt und ist eine Lösung für intelligente Verwaltung und Nutzung bildintensiver Datensammlungen für datengetriebene neurowissenschaftliche Forschung.